# Беларусь на зимних Олимпийских играх 1994
Беларусь принимала участие в зимних Олимпийских играх 1994 года в Лиллехаммере (Норвегия) в первый раз за свою историю. Серебряными призёрами Игр стали конькобежец Игорь Железовский и биатлонистка Светлана Парамыгина.

## 02!Серебро
- Конькобежный спорт, мужчины — Игорь Железовский.
- Биатлон, женщины — Светлана Парамыгина.

## Результаты соревнований

### Конькобежный спорт
| Спортсмен         | Дистанция | Результат | Место |
| ----------------- | --------- | --------- | ----- |
| Игорь Железовский | 500 м     | 36,73     | 10    |
| Игорь Железовский | 1000 м    | 1.12,72   | 2     |
| Виталий Новиченко | 1500 м    | 1.57,50   | 35    |
| Виталий Новиченко | 5000 м    | 7.17,55   | 32    |